# Fichier central des thèses
Le fichier central des thèses (FCT) était une base de données française recensant les thèses de doctorat en cours de réalisation dans le domaine des sciences humaines et sociales. Géré par l'université Paris-Nanterre de 1968 à 2009, il a ensuite été entretenu par l'Agence bibliographique de l'enseignement supérieur jusqu'en octobre 2011, date de la mise en service de l'application professionnelle STEP - Signalement des thèses en préparation.  
80 établissements habilités à délivrer le doctorat dans toutes les disciplines signalent désormais leurs thèses en préparation via STEP. Ces données sont accessibles via theses.fr, moteur de recherche des thèses françaises.